# Pietracupa
Pietracupa là một đô thị ở tỉnh Campobasso trong vùng Molise thuộc nước Ý, có vị trí cách khoảng 20 km về phía tây bắc của Campobasso. Tại thời điểm ngày 31 tháng 12 năm 2004, đô thị này có dân số 246 người và diện tích là 10.0 km².
Pietracupa giáp các đô thị: Bagnoli del Trigno, Duronia, Fossalto, Salcito, Torella del Sannio.